# RS-27A (motor cohete)
El RS-27A es un cohete de combustible líquido desarrollado en la década de 1980 por Rocketdyne para su uso en la primera etapa de los vehículos de lanzamiento Delta II y Delta III. Proporciona 1,05 meganewtons de quema de empuje RP-1 y LOX en un ciclo de generador de gas. El motor es una versión modificada de su predecesor, el RS-27; su boquilla de empuje se ha extendido para aumentar su relación de área de 8: 1 a 12: 1, lo que proporciona una mayor eficiencia en altitud. El anterior RS-27 se derivó de los motores Rocketdyne H-1 excedentes utilizados en el iniciador de Saturno 1B.
El motor principal RS-27A no puede reiniciarse ni acelerarse. Además de su motor principal, el RS-27A incluye dos motores Vernier para proporcionar el control del balanceo del vehículo durante el vuelo. El RS-27A, utilizado como el sistema de propulsión de refuerzo principal para la familia Delta II de vehículos de lanzamiento, tiene una duración operativa de 265 segundos.